# جاكوب باول
جاكوب باول (بالإنجليزية: Jacob Paul) هو منافس ألعاب قوى بريطاني، ولد في 6 فبراير 1995 في Banstead ‏ في المملكة المتحدة.

## وصلات خارجية
- جاكوب باول على موقع الاتحاد الدولي لألعاب القوى (الإنجليزية)
- جاكوب باول على موقع الدوري الماسي (الإنجليزية)